# Nico Hernández
Nico Miguel Hernández (* 4. Januar 1996 in Wichita, Kansas) ist ein US-amerikanischer Boxer im Halbfliegengewicht.

## Amateurkarriere
Nico Hernández übte Fußball sowie Wrestling aus und gehörte in der Highschool zu den besten Crossläufern in Kansas. Mit dem Boxsport begann er erstmals im Alter von neun Jahren bei seinem Vater, der einen Boxclub in Wichita betreibt. Der 1,64 m große Linksausleger gewann 2011 und 2012 die National Junior Olympics, sowie 2013 bereits die National Golden Gloves. 
2014 gewann er die US-Jugendmeisterschaften und die National WSB Team Trials, zudem erkämpfte er die Silbermedaille bei den Amerikanischen Jugendmeisterschaften in Ecuador. Er war dabei erst im Finalkampf gegen den Ecuadorianer Carlos Chusin mit 1:2 ausgeschieden. Bei den Jugend-Weltmeisterschaften 2014 in Bulgarien kämpfte er sich gegen den Rumänen Alexandru Ioniță (3:0) und den Mongolen Tumurkhuyag Bat-Ochir (2:1) ins Viertelfinale, unterlag dort gegen den Aserbaidschaner Rüfət Hüseynov (1:2), schlug aber beim Kampf um Platz 5 den Türken Mert Karakılıç (3:0).
2015 erreichte er den zweiten Platz bei den National Golden Gloves und den dritten Platz bei den Amerikanischen Meisterschaften in Venezuela. Er war dabei im Halbfinale gegen den Kubaner Joahnys Argilagos (0:3) gescheitert. Ab 2015 ging er auch für USA Knockouts in der World Series of Boxing an den Start und erzielte seinen ersten Sieg im Februar gegen Magomed Ibijew aus Aserbaidschan. Er startete zudem bei der Weltmeisterschaft 2015 in Katar, schied dort aber in der Vorrunde gegen Brendan Irvine (0:3) aus. Im Dezember 2015 gewann er die US-amerikanische Olympiaqualifikation in Nevada.
Im März 2016 nahm er an der Amerikanischen Olympiaqualifikation in Argentinien teil und verlor erst im Finalkampf gegen den Kolumbianer Yuberjen Martínez (0:3), womit er einen Startplatz bei den Olympischen Spielen 2016 in Brasilien erhielt. Dort schlug er in der Vorrunde den Italiener Manuel Cappai (3:0), im Achtelfinale den Russen Wassili Jegorow (3:0) und im Viertelfinale Carlos Quipo aus Ecuador (3:0), womit er in die Medaillenränge einzog. Beim Kampf um den Finaleinzug schied er gegen Hasanboy Doʻsmatov (0:3) aus und gewann somit eine Bronzemedaille.

## Profikarriere
Im Februar 2017 gab Nico Hernández auf einer Pressekonferenz in Kansas bekannt, einen Profivertrag mit dem Promoter Knockout Night Boxing unterzeichnet zu haben. Sein Profidebüt bestritt er am 25. März 2017 in Mulvane, Kansas, und gewann durch Aufgabe seines Gegners.
Am 19. Mai 2018 gewann er den IBA-Titel im Fliegengewicht durch einen Sieg gegen Szilveszter Kanalas.